# Wabasha
Wabasha é uma cidade localizada no estado americano de Minnesota, no Condado de Wabasha.

## Demografia
Segundo o censo americano de 2000, a sua população era de 2599 habitantes.
Em 2006, foi estimada uma população de 2596, um decréscimo de 3 (-0.1%).

## Geografia
De acordo com o United States Census Bureau tem uma área de
24,0 km², dos quais 21,1 km² cobertos por terra e 2,9 km² cobertos por água.

## Localidades na vizinhança
O diagrama seguinte representa as localidades num raio de 20 km ao redor de Wabasha.